# Ковылин, Фёдор Алексеевич
Фёдор Алексеевич Ковылин (1922 — 1993) — командир отделения автоматчиков 314-го стрелкового полка (46-я стрелковая дивизия, 2-я ударная армия, 2-й Белорусский фронт), старший сержант. Полный кавалер ордена Славы.

## Биография
Родился в крестьянской семье в селе Стежки Козловского уезда Тамбовской губернии (в настоящее время Сосновский район Тамбовской области). В 1936 год окончил начальную школу. Работал в Москве в строительном тресте маляром.
В 1941 году Дегтянским райвоенкоматом Тамбовской области был призван в ряды Красной армии. С ноября того же года на фронтах Великой Отечественной войны. Оборонял Ленинград.
Приказом по 314-му стрелковому полку от 4 июля 1944 года награждён С за то, что выполнил ответственное задание командования полка по разведыванию позиций противника на Карельском перешейке, чем способствовал успеху действий полка.
Приказом по 314-му стрелковому полку от награждён второй медалью «За отвагу» за то, что в боях 17—19 сентября 1944 года при прорыве обороны противника с отделением форсировал реку Педья в районе города Тарту и отбил две контратаки противника.
В бою 15 января 1945 года в районе севернее города Пултуск противник, подтянув свежие силы, несколько раз предпринимал контратаки, командир отделения старший сержант Ковылин с отделением отбил их, после очередной контратаки первым ворвался в траншеи противника и уничтожил 5 солдат противника. Приказом по 46-й дивизии от 30 января 1945 года он был награждён орденом Славы 3-й степени.
Во время Висло-Одерской операции при расширении плацдарма на левом берегу Вислы в районе города Граудениц (в настоящее время Грудзёндз) 16—18 января 1945 года командир отделения автоматчиков старший сержант Ковылин ворвался в числе первых на окраину населённого пункта Эссенбург и, встретив на своём пути солдат противника, стрелявших по наступающим с чердака дома из ручного пулемёта, ворвался туда и, забросав их гранатами и огнём автомата, уничтожил их, что способствовало успеху наступательных действий полка. Приказом по 46-й дивизии от 6 марта 1945 он был повторно награждён орденом Славы 3-й степени. Указом Президиума Верховного Совета СССР от 27 февраля 1958 года он был перенаграждён орденом Славы 2-й степени.
В боях южнее Данцига за населённый пункт Забовицы 10—11 марта 1945 года старший сержант Ковылин, командуя своим отделением, быстро занял господствующую высоту. В рукопашном бою гранатами и из автомата уничтожил 15 солдат противника и закрепился на занятой позиции, чем способствовал успеху действий полка. Приказом по 2-й ударной армии от 14 мая 1945 года награждён орденом Славы 2-й степени.
В ноябре 1946 года демобилизован. Вернулся в родное село, работал в сельсовете счетоводом-кассиром. 
В 1979 году переехал жить в Ульяновск.
6 апреля 1985 года в честь 40-летия Победы награждён орденом Отечественной войны 1 степени.
Скончался 9 октября 1993 года, похоронен на Северном кладбище Ульяновска.